# Howarthia
Howarthia là một chi bướm ngày thuộc họ Lycaenidae.